# André Segatti
André Segatti (São Paulo, 15 de mayo de 1972) es uno actor y modelo brasileño.

## En la televisión
- 2009 - A Fazenda 2
- 2009 - Bela, la fea - Ivo
- 2009 - A Lei e o Crime - Ferradura
- 2008 - Os Mutantes - Caminhos do Coração - Ernesto Medeiros
- 2007 - Caminos del corazón - Ernesto Medeiros
- 2006 - Prova de Amor - Gerião Correia
- 1999 - Sai de Baixo
- 1999 - Chiquinha Gonzaga - Eduardo
- 1998 - A Turma do Didi - André
- 1998 - Torre de Babel - traficante
- 1998 - Labirinto - Alex

## En películas
- 2009 - Syndrome - Gregory
- 1999 - O Trapalhão e a Luz Azul - Davi/Príncipe Levi

- Datos: Q2717942
- Multimedia: André Segatti / Q2717942